# Opération de Sidi Aïch
Insurrection djihadiste en Tunisie
L'opération de Sidi Aïch est une opération anti-terroriste menée en Tunisie en mars 2015 contre un groupe de la branche tunisienne d'Al-Qaïda au Maghreb islamique (AQMI), la katiba Okba Ibn Nafaâ.

## Déroulement
Au soir du 28 mars 2015, à Sidi Aïch dans le gouvernorat de Gafsa,  la garde nationale lance une embuscade contre un véhicule d'AQMI. Lors de l'affrontement qui suit, presque tous les djihadistes qui occupent le véhicule sont tués par les militaires tunisiens, à l'exception d'un combattant qui est blessé et fait prisonnier. Un groupe spécialisé en déminage est ensuite dépêché sur place pour vérifier que les cadavres ne sont pas piégés,.
Selon le gouvernement tunisien, neuf djihadistes sont tués durant l'opération, dont l'Algérien Lokman Abou Sakhr, chef de la katiba (brigade) Okba Ibn Nafaâ, d'AQMI,. Sur les huit autres djihadistes tués, trois sont algériens et cinq tunisiens.
Le gouvernement tunisien affirme également que Lokmane Abou Sakhr et la katiba Okba Ibn Nafaâ étaient responsables de l'attaque du musée du Bardo, même si l'attentat a été revendiqué par l'État islamique et non par AQMI.